# Вежбово (Мазовецьке воєводство)
Вежбово (пол. Wierzbowo) — село в Польщі, у гміні Опіноґура-Ґурна Цехановського повіту Мазовецького воєводства. Населення — 228 осіб (2011).
У 1975-1998 роках село належало до Цехановського воєводства.

## Демографія
Демографічна структура станом на 31 березня 2011 року:
|          | Загалом | Допрацездатний вік | Працездатний вік | Постпрацездатний вік |
| -------- | ------- | ------------------ | ---------------- | -------------------- |
| Чоловіки | 118     | 25                 | 85               | 8                    |
| Жінки    | 110     | 17                 | 67               | 26                   |
| Разом    | 228     | 42                 | 152              | 34                   |